# Endrunde der Deutschen Mannschaftsmeisterschaft im Schach 1970
Die Endrunde der Deutschen Mannschaftsmeisterschaft im Schach 1970 fand vom 20. bis 22. November in Kassel statt. Teilnahmeberechtigt waren mit Königsspringer Frankfurt, der SG Porz, dem SC Concordia von 1907 und dem SV Wilmersdorf die Sieger von vier Qualifikationsturnieren, während der Titelverteidiger Solinger SG 1868 die Endrundenqualifikation verpasst hatte.

## 1. Runde
In der 1. Runde erzielten sowohl der SC Concordia von 1907 gegen Königsspringer Frankfurt als auch die SG Porz gegen den SV Wilmersdorf knappe Siege.
| Brett | SC Concordia        | Königsspringer Frankfurt | 5:3     |
| ----- | ------------------- | ------------------------ | ------- |
| 1     | Werner Pesch        | Karl-Heinz Maeder        | 1:0     |
| 2     | Ottokar Martius     | Bela Soos                | 0:1     |
| 3     | Andreas Longwitz    | Peter Staller            | 0,5:0,5 |
| 4     | Andreas Liersch     | Hans Besser              | 0,5:0,5 |
| 5     | Norbert Pokern      | Gerhard Fahnenschmidt    | 0:1     |
| 6     | Markus Choinowski   | Wolfram Bialas           | 1:0     |
| 7     | Erich Maahs         | Helmut Weichert          | 1:0     |
| 8     | Jürgen Waldschläger | Ralf Heß                 | 1:0     |

| Brett | SG Porz             | SV Wilmersdorf   | 4,5:3,5 |
| ----- | ------------------- | ---------------- | ------- |
| 1     | Paul Tröger         | Rudolf Teschner  | 0,5:0,5 |
| 2     | Paul Ellrich        | Jürgen Dueball   | 0,5:0,5 |
| 3     | Edmund Budrich      | Jürgen Schuppert | 0,5:0,5 |
| 4     | Hans Pesch          | Wolfgang Göbel   | 0,5:0,5 |
| 5     | Rüdiger Schmidt     | Müller           | 0,5:0,5 |
| 6     | Klaus Kunze         | Günter Holze     | 0,5:0,5 |
| 7     | Hans-Jürgen Frenzel | Hans Blaesing    | 0,5:0,5 |
| 8     | Matthaei            | Artur Springer   | 1:0     |

## 2. Runde
In der 2. Runde besiegte die SG Porz den SC Concordia und setzte sich damit mit zwei Punkten Vorsprung an die Spitze. Der Wettkampf zwischen Königsspringer Frankfurt und dem SV Wilmersdorf endete unentschieden.
| Brett | Königsspringer Frankfurt | SV Wilmersdorf   | 4:4     |
| ----- | ------------------------ | ---------------- | ------- |
| 1     | Bela Soos                | Rudolf Teschner  | 0:1     |
| 2     | Karl-Heinz Maeder        | Jürgen Dueball   | 0:1     |
| 3     | Peter Staller            | Jürgen Schuppert | 0:1     |
| 4     | Hans Besser              | Wolfgang Göbel   | 1:0     |
| 5     | Gerhard Fahnenschmidt    | Müller           | 0,5:0,5 |
| 6     | Wolfram Bialas           | Günter Holze     | 1:0     |
| 7     | Ralf Heß                 | Hans Blaesing    | 0,5:0,5 |
| 8     | Egon Joppen              | Artur Springer   | 1:0     |

| Brett | SC Concordia von 1907 | SG Porz             | 3,5:4,5 |
| ----- | --------------------- | ------------------- | ------- |
| 1     | Werner Pesch          | Paul Ellrich        | 1:0     |
| 2     | Ottokar Martius       | Paul Tröger         | 0:1     |
| 3     | Andreas Longwitz      | Hans Pesch          | 0:1     |
| 4     | Andreas Liersch       | Edmund Budrich      | 1:0     |
| 5     | Norbert Pokern        | Klaus Kunze         | 0,5:0,5 |
| 6     | Markus Choinowski     | Rüdiger Schmidt     | 0:1     |
| 7     | Erich Maahs           | Matthaei            | 0,5:0,5 |
| 8     | Jürgen Waldschläger   | Hans-Jürgen Frenzel | 0,5:0,5 |

## 3. Runde
Bereits ein 4:4 gegen Königsspringer Frankfurt hätte der SG Porz zum Titelgewinn gereicht, aber die Porzer mussten eine klare Niederlage hinnehmen. Der SC Concordia nutzte die Chance, mit einem hart erkämpften Sieg gegen den SV Wilmersdorf deutscher Meister vor der SG Porz zu werden, Frankfurt wurde durch den Sieg gegen Porz dritter vor Wilmersdorf.
| Brett | SG Porz             | Königsspringer Frankfurt | 2,5:5,5 |
| ----- | ------------------- | ------------------------ | ------- |
| 1     | Paul Tröger         | Bela Soos                | 0,5:0,5 |
| 2     | Paul Ellrich        | Karl-Heinz Maeder        | 0,5:0,5 |
| 3     | Edmund Budrich      | Peter Staller            | 0,5:0,5 |
| 4     | Hans Pesch          | Hans Besser              | 0,5:0,5 |
| 5     | Rüdiger Schmidt     | Gerhard Fahnenschmidt    | 1:0     |
| 6     | Klaus Kunze         | Wolfram Bialas           | 0:1     |
| 7     | Hans-Jürgen Frenzel | Ralf Heß                 | 0:1     |
| 8     | Matthaei            | Egon Joppen              | 0:1     |

| Brett | SV Wilmersdorf   | SC Concordia von 1907 | 3,5:4,5 |
| ----- | ---------------- | --------------------- | ------- |
| 1     | Rudolf Teschner  | Werner Pesch          | 0,5:0,5 |
| 2     | Jürgen Dueball   | Ottokar Martius       | 1:0     |
| 3     | Wolfgang Göbel   | Andreas Longwitz      | 0:1     |
| 4     | Jürgen Schuppert | Norbert Pokern        | 1:0     |
| 5     | Müller           | Andreas Liersch       | 0:1     |
| 6     | Günter Holze     | Markus Choinowski     | 0,5:0,5 |
| 7     | Wolfgang Vormum  | Jürgen Waldschläger   | 0:1     |
| 8     | Hans Blaesing    | Erich Maahs           | 0,5:0,5 |

Anmerkung: Die Vornamen der Spieler Matthaei (SG Porz) und Müller (SV Wilmersdorf) ließen sich nicht ermitteln.

## Abschlusstabelle
|    | Verein                   | Sp | G | U | V | MP  | Brett-P.  |
| -- | ------------------------ | -- | - | - | - | --- | --------- |
| 1. | SC Concordia von 1907    | 3  | 2 | 0 | 1 | 4:2 | 13,0:11,0 |
| 2. | SG Porz                  | 3  | 2 | 0 | 1 | 4:2 | 11,5:12,5 |
| 3. | Königsspringer Frankfurt | 3  | 1 | 1 | 1 | 3:3 | 12,5:11,5 |
| 4. | SV Wilmersdorf           | 3  | 0 | 1 | 2 | 1:5 | 11,0:13,0 |

## Entscheidungen
|  | Deutscher Meister: SC Concordia von 1907 |

## Kreuztabelle
| Ergebnisse | Ergebnisse               | 1. | 2. | 3. | 4. |
| ---------- | ------------------------ | -- | -- | -- | -- |
| 1.         | SC Concordia von 1907    |    | 3½ | 5  | 4½ |
| 2.         | SG Porz                  | 4½ |    | 2½ | 4½ |
| 3.         | Königsspringer Frankfurt | 3  | 5½ |    | 4  |
| 4.         | SV Wilmersdorf           | 3½ | 3½ | 4  |    |

## Die Meistermannschaft
| 1.            | SC Concordia von 1907 |
| Schachfiguren | Werner Pesch, Ottokar Martius, Andreas Longwitz, Andreas Liersch, Norbert Pokern, Markus Choinowski, Erich Maahs, Jürgen Waldschläger. |